# جیم دلینی
جیم دلینی (انگلیسی: Jim Delaney; ۱ مارس ۱۹۲۱ – ۲ آوریل ۲۰۱۲) ورزشکار دو و میدانی اهل ایالات متحده آمریکا بود.